# Джобният Херкулес: Наим Сюлейманоглу
Джобният Херкулес: Наим Сюлейманоглу е биографичен и драматичен турски игрален филм, който разказва живота на Наим Сюлейманоглу, по прякор Джобният Херкулес. Режисьор Йомер Фейзоглу, сценарий – Баръш Пирхасан.

## В ролите
- Хаят Ван Ек – Наим Сюлейманоглу
- Йеткин Дикинджилер – Сюлейман Сюлейманоглу (баща)
- Селен Йозтюрк – Хатидже Сюлейманоглу (майка)
- Гюркан Уйгун – Енвер Тюрклери
- Исмаил Хачиоглу – Мехмет Тунч
- Уур Гюнеш – Джемал Туналъ
- Ренан Билек – Ремзи
- Баръш Киралъоглу – Тургут Йозал
- Бюлент Алкъш – Аталай Гьоктуна
- Станислав Пищалов – Тодор Живков